# Новобаклуши
Новобаклуши — упразднённый посёлок в Доволенском районе Новосибирской области России. На момент упразднения входил в состав Баклушевского сельсовета. Исключен из учётных данных в 1977 году.

## География
Располагался севернее региональной дороги 50Н0602 «81 км а/д „К-07“ — Баклуши», в 9 км к северо-востоку от села Баклуши.

## История
В 1965 году решением Новосибирского облисполкома от 29.05.1965 года №946 посёлок фермы № 3 совхоза «Баклушевский» был переименован в Новоягодный. Но, в 1966 г. указом президиума ВС РСФСР поселку было присовено название Новобаклуши.
Решением Новосибирского облисполкома от 01.12.1977 г. № 799 посёлок исключен из учётных данных в связи с выездом населения.